# 中華聖公会

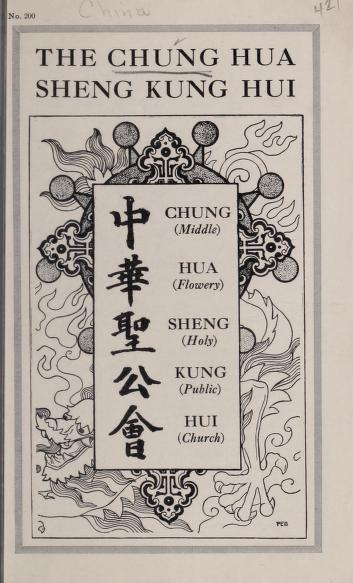

中華聖公会（ちゅうかせいこうかい、ウェード式：Chung Hua Sheng Kung Hui、英語訳：Chinese Anglican-Episcopal Church）は、中国にあった聖公会である。1949年の中華人民共和国設立後しばらくして、ほぼ全プロテスタント教会が中国基督教協会傘下へ移る過程で消滅し、香港・マカオ教区は管区として独立し、国民党と共に台湾へ移動した人々は台湾聖公会を設立した。

## 歴史
1799年に活動を開始し、1842年に香港で宣教を開始し、1912年に中華聖公会の成立を見た。
1949年の中華人民共和国設立後しばらくして、ほぼ全プロテスタント教会が中国基督教協会傘下へ移る過程で消滅した。香港・マカオ教区は管区として独立し、国民党と共に台湾へ移動した人々は台湾聖公会を設立した。

## 教区

### ヴィクトリア教区（1842年）
- 教会堂：聖ヨハネ座堂

## 上海教区
- 聖ヨハネ座堂 (圣约翰座堂)
- 聖ヨハネ大学 (上海)
- 南京聖パウロ教会

### 浙江教区（Chekiang Mission, 1872年）
- 教会堂：寧波百年堂（中国語版）

### 華北教区（1880年）
- 教会堂：北京南溝沿聖救堂（教区大聖堂）、天津諸聖人教会（英語版）、大連聖公会教会

### 華西教区（West China Mission, 1895年）
- 教会堂：閬中聖ヨハネ座堂（英語版）、成都聖ヨハネ教会（英語版）、綿陽福音教会（英語版）、綿竹福音教会（英語版）、江油福音教会（英語版）、広漢福音教会（英語版）、万州区福音教会（英語版）、閬中トリニティ教会（英語版）

## 参考項目
- アングリカン・コミュニオン
- 中国のキリスト教
- 香港聖公会（Hong Kong Sheng Kung Hui）
- 台湾聖公会